# L'Andon dou Galo
 (mars 2018).
Si vous disposez d'ouvrages ou d'articles de référence ou si vous connaissez des sites web de qualité traitant du thème abordé ici, merci de compléter l'article en donnant les références utiles à sa vérifiabilité et en les liant à la section « Notes et références ».
L'Andon dou Galo est une fédération des associations de gallo. Son président est Michaël Genevée. Cette association est considérée comme très proche des associations bretonnantes et inscrit son action dans un but « unitaire breton ».
L'Andon dou Galo regroupe notamment l'association de cours de gallo par correspondance A-Demôrr, l'association de diffusion du gallo auprès des écoles Lèz Ptî Petaù et la maison d'édition Lèz Emôlerîy aù Sôrgarr. Cette dernière est une maison d'édition en gallo, elle publie notamment les écrivains Fabien Lécuyer, Mickael Genevée et Urielle Massot. Elle a publié de manière artisanale une demi-douzaine de livres ou recueils d'expressions.
Lèz Emôlerîy aù Sôrgarr sont à l'origine du renouveau actuel du gallo  et de la naissance d'une véritable littérature en langue gallèse[réf. nécessaire].